# جاكوب سيلفستر
جاكوب سيلفستر (2 فبراير 1989 بانسكا بيستريتسا سلوفاكيا - ) هو لاعب كرة قدم سلوفاكي، يلعب كمهاجم.

## روابط خارجية
- جاكوب سيلفستر على موقع الاتحاد الدولي (مؤرشف)  (الإنجليزية)
- جاكوب سيلفستر على موقع الاتحاد الأوربي (الإنجليزية)
- جاكوب سيلفستر على موقع إي إس بي إن إف سي (الإنجليزية)
- جاكوب سيلفستر على موقع قاعدة بيانات كرة القدم.إي يو (الإنجليزية)
- جاكوب سيلفستر على موقع بيانات كرة القدم. دي إي (الألمانية)
- جاكوب سيلفستر على موقع ناشيونال فوتبول تيمز (الإنجليزية)
- جاكوب سيلفستر على موقع Soccerbase.com (لاعب) (الإنجليزية)
- جاكوب سيلفستر على موقع Soccerway.com (الإنجليزية)
- جاكوب سيلفستر على موقع عالم كرة القدم.نت (الإنجليزية)